# The Courier
The Courier (conocido como The Courier & Advertiser entre 1926 y 2012) es un diario publicado por D. C. Thomson & Co. en Dundee, Escocia. En 2013, se imprime en seis ediciones regionales: Dundee, Angus & El Mearns, Fife, Fife West, Perthshire, y Stirlingshire.
Establecida en 1801 como el Dundee Courier & Argus, una página de frente que Courier utilizó para contener anuncios clasificados, con un formato de diario tradicional desde hace muchos años. En 1926, durante la Huelga General El Courier se fusionó con El Advertiser. Del 10 de mayo al 28 de mayo el diario adoptó el formato noticioso del Advertiser, antes de volver a su formato anterior que lo mantuvo hasta 1992 El cambio importante fue el 21 de enero de 2012, cuándo cambió a un formato compacto, anteriormente habiendo existido como periódico de gran formato. El editor Richard Neville dijo que el movimiento representó un "alborear una era nueva" y que la compañía  "invertía en secciones nuevas, aumentando contenido a través de títulos e invirtiendo significativamente en recursos". Justo un año más tarde, se lanzó una versión digital del diario.
Copias históricas del Dundee Courier, que datan de antes de 1844, está disponible en forma digital forma en El Archivo de Diario británico.